# Mario Piasecki
Mario Piasecki (* 9. April 1960 in Mönchengladbach, Nordrhein-Westfalen) ist ein ehemaliger argentinischer Springreiter, Trainer und Pferdehändler.

## Werdegang
Sein Vater, der während des Zweiten Weltkriegs in deutsche Kriegsgefangenschaft kam, stammte aus Polen, seine Mutter war Deutsche. Er selbst war, da er nie einen deutschen Pass beantragte, staatenlos, ritt aber mit einer deutschen Lizenz.
1993 trainierte er die argentinische Nationenpreis-Equipe im Hinblick auf den CSIO von Portugal. Da einer der Sportler ausfiel, machte Piasecki den Vorschlag, dass er in der Mannschaft reiten könne. Zwei Wochen später hatte er den argentinischen Pass und wurde somit Argentinier.
Mit Papermoon qualifizierte er sich für die Olympischen Spiele 1996 in Atlanta, doch kurz vor deren Beginn musste der Wallach eingeschläfert werden.

„Deshalb werde ich in Zukunft immer verkaufen, sollte eine solche Anfrage mit entsprechendem Preis für ein Pferd da sein, so etwas wie mit Papermoon passiert mir nicht mehr.“

Im Sommer 2014 gab er bekannt, seine aktive Reitsportlaufbahn zu beenden. Er wolle sich nun auf das Training von Reitern und Pferden konzentrieren.
Zu seinen Kunden gehören unter anderem Haya bint al-Hussein, Athina Onassis und Margie Goldstein-Engle. Seit 2005 trainiert er den russischen Springreiter Wladimir Tuganow.
Piasecki ist verheiratet und hat eine Tochter.

## Pferde (Auszug)
- Enzian
- Papermoon, Wallach, wurde 1996 aufgrund einer Bakterienvergiftung eingeschläfert.
- Lost Boys El Bandolcro, Hengst
- Zeta de Hus (* 2000; † 2013, ursprünglicher Name: Picobello Zeta Z), braune Zangersheider Stute, Vater: Zandor Z, Muttervater: Atlantus Z, danach von Kevin Staut und ab Frühjahr 2012 von Michel Robert geritten, wurde nach einem Bruch des hinteren linken Beins eingeschläfert[3][4]